# Ранвір Сингх
Ранвір Сингх Бхавнані (*6 липня 1985, Мумбай, Махараштра, Індія) — індійський актор Боллівуду. Народився 6 липня 1985 року у місті Мумбай. Здобуваючи ступінь бакалавра мистецтв у університеті Індіани, він зацікавився акторською кар'єрою і, повернувшись до Індії, почав брати участь у прослуховуваннях головних ролей кіноіндустрії Боллівуду.
У 2010 році Сингх брав участь у кастингу на головну роль у фільмі Весільний Переполох кінокомпанії Yash Raj Films, отримавши згодом цю роль. У романтичній комедії розповідається про бізнес по підготовці до весіль, яким і займаються головні герої, де Сингх мав зіграти роль простого делійського хлопця Бітту Шарма. Режисер фільму, Маніш Шарма, відправив його у студентське містечко Делійського університету на час підготовки до зйомок, де той мав набратися досвіду, для найкращого втілення своєї ролі. Після своєї появи фільм отримав схвальні відгуки від критиків, а також комерційний успіх, що, у певній мірі завдячувало грі Сингха, який також отримав прихильність критиків. За цю роль він отримав нагороду Filmfare Awards за найкращий чоловічий дебют.

## Фільмографія
| Рік  |   | Українська назва                                | Оригінальна назва             | Роль                                                             |
| ---- | - | ----------------------------------------------- | ----------------------------- | ---------------------------------------------------------------- |
| 2010 | ф | Весільний Переполох (Band Baaja Baaraat)        | англ. Bands Horns and Revelry | Бітту Шарма                                                      |
| 2011 | ф | Дівчата проти Ріккі Бела (Ladies vs Ricky Bahl) | англ. Ladies vs Ricky Bahl    | Ріккі Бела / Сунні Сингх / Девен Шах / Ікбал Хан / Вікрам Заппар |
| 2012 | ф | Lootera (Lootera)                               | гінді लूटेरा                     |                                                                  |
| 2013 | ф | Ram Leela (Ram Leela (2013 film))               | англ. Ram Leela               |                                                                  |
| 2015 | ф | Баджірао Мастані                                | англ. Bajirao Mastani         | Баджі Рао I                                                      |
| 2018 | ф | Падмаваті                                       |                               | Алауддін Хілджі                                                  |